# 佩利沙特角
62°27′59″S 60°00′02″W / 62.46639°S 60.00056°W

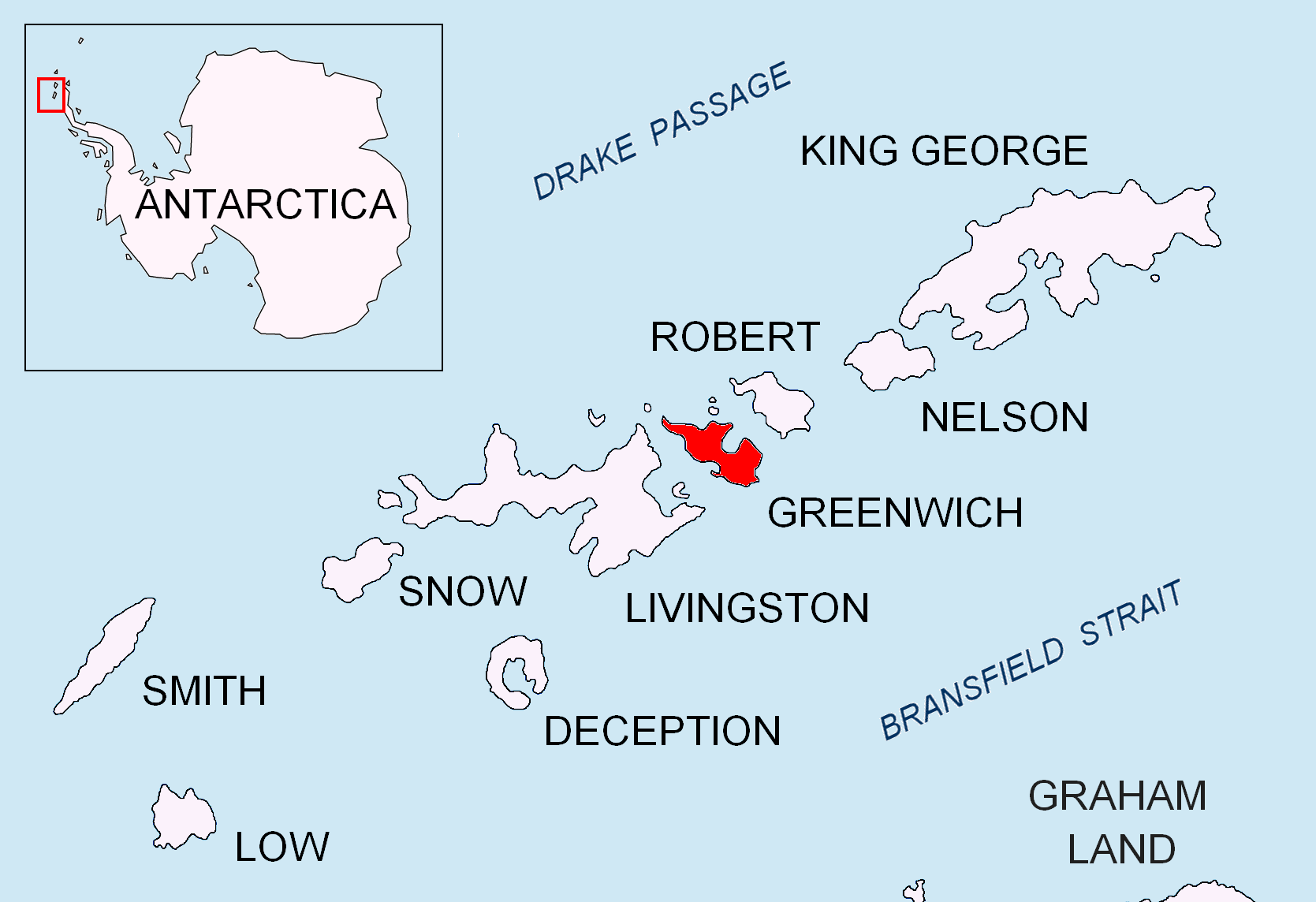

佩利沙特角，是南極洲的海岬，位於南設得蘭群島的格林尼治島西南岸，處於杜夫角東南面2.4公里和波莫里角東北面3.9公里，以保加利亞北部城鎮命名，現時由南極條約體系管理。